# Кунгурцев, Евгений Максимович
Евге́ний Макси́мович Кунгу́рцев (3 октября 1921, Ижевск — 11 мая 2000, Бердянск, Запорожская область) — участник Великой Отечественной войны, в годы войны — командир звена и эскадрильи 15-го гвардейского штурмового авиационного полка 277-й штурмовой авиационной дивизии, дважды Герой Советского Союза, гвардии генерал-майор авиации (1964).

## Биография
Родился 3 октября 1921 года в городе Ижевске в семье рабочего. По национальности русский. Член ВКП(б)/КПСС с 1943 года. Окончил неполную среднюю школу в 1939 году. В Красной Армии с 1940 года.
24 августа 1941 года попал в окружение.10 сентября был взят в плен, но 12 ноября бежал. Проверку проходил в спецлагере НКВД в Подольске.
В 1942 году окончил Балашовскую военную авиационную школу пилотов.
На фронтах Великой Отечественной войны с февраля 1943 года. Воевал на Ленинградском и 3-м Белорусском фронтах, был лётчиком, старшим лётчиком, командиром звена, заместителем командира и командиром эскадрильи 15-го гвардейского штурмового авиационного полка.
К октябрю 1944 года командир звена 15-го гвардейского штурмового авиаполка (277-я штурмовая авиадивизия, 13-я воздушная армия, Ленинградский фронт) Совершил 176 боевых вылетов, сбил лично 1 и в группе 6 самолётов противника.
Указом Президиума Верховного Совета СССР от 23 февраля 1945 года за боевые подвиги и проявленные мужество и отвагу гвардии лейтенанту Кунгурцеву Евгению Максимовичу присвоено звание Героя Советского Союза с вручением ордена Ленина и медали «Золотая Звезда» (№ 6233).
К середине февраля 1945 года командир эскадрильи 15-го гвардейского штурмового авиаполка (277-я штурмовая авиационная дивизия, 1-я воздушная армия, 3-й Белорусский фронт) гвардии старший лейтенант Е. М. Кунгурцев совершил 210 боевых вылетов на разведку и штурмовку опорных пунктов, аэродромов, скоплений войск и техники противника, нанеся ему значительный урон; в воздушном бою сбил вражеский самолёт. В марте 1945 года, будучи тяжело раненым, вновь попал в плен (был признан убитым — его мать получила «похоронку»), бежал и вернулся в свою часть.
Указом Президиума Верховного Совета СССР от 19 апреля 1945 года за новые боевые подвиги гвардии старший лейтенант Кунгурцев Евгений Максимович награждён второй медалью «Золотая Звезда» (№ 42).
После войны — инспектор-лётчик авиационного соединения, командир авиаполка и дивизии. В 1952 году полковник Кунгурцев Е. М. окончил Военно-воздушную академию, а в 1957 году — Военную академию Генерального штаба.
С 1961 года — командир 6-й гвардейской бомбардировочной авиационной Таганрогской Краснознамённой орденов Суворова и Кутузова дивизии (с 1964 года — 11-я гвардейская, с 1966 года — 18-я гвардейская).
С 1968 года в запасе, а затем в отставке. Жил в городе Бердянске, где и скончался 11 мая 2000 года.
Генерал-майор авиации (1964).

## Награды

Бронзовый бюст Кунгурцева Е. М. в Ижевске

- Медаль «Золотая Звезда» Героя Советского Союза (№ 6233)[10][11].
- Медаль «Золотая Звезда» Героя Советского Союза (1945)[12]
- Орден Ленина (23.02.1945).
- Четыре ордена Красного Знамени (12.10.1943[13], 17.06.1944[14], 2.08.1944[15], 22.02.1968).
- Орден Богдана Хмельницкого III степени (№ 2217 от 14.03.1945).
- Орден Александра Невского (№ 11984 от 2.11.1944)[16].
- Орден Отечественной войны I степени (6.04.1985)[17].
- Орден Трудового Красного Знамени (4.06.1981).
- Два ордена Красной Звезды (26.07.1943[18], 30.12.1956).
- Медали, в том числе:
- медаль «За оборону Ленинграда»

## Память
- Бронзовый бюст дважды Героя Советского Союза Кунгурцева Е. М. установлен в 1950 году на его родине — в столице Удмуртии Ижевске (скульптор И. И. Козловский, архитектор Л. М. Поляков).
- Памятник — в городе Бердянске Запорожской области Украины.
- Именем Героя названа улица в городе Воткинске (Удмуртия).
- Именем Героя названа улица в городе Ижевске (Удмуртия).
- Почётный гражданин г. Бердянска (2005).
- В честь Кунгурцева Е. М. назван прогулочный катер проекта 10110 («Евпатория») «Генерал Кунгурцев», работавший в Бердянске, после 2014 года переведённый в Одессу.